# باولا نيلسون
باولا نيلسون (بالإنجليزية: Paula Nelson)‏ هي دي جيه ومغنية أمريكية، ولدت في 27 أكتوبر 1969 في هيوستن في الولايات المتحدة.

## وصلات خارجية
- باولا نيلسون على موقع ميوزك برينز (الإنجليزية)
- باولا نيلسون على موقع أول ميوزيك (الإنجليزية)
- باولا نيلسون على موقع ديسكوغز (الإنجليزية)